# محافظة تشانغ تشى
محافظة تشانغ تشى (بالصينية: 长治县 )‏ هي محافظة في الصين، في جمهورية الصين الشعبية، تتبع تشانغ تشى، بلغ عدد سكانها 340,963 نسمة، تبلغ مساحتها 483 كيلومتر مربع، رمزها البريدي هو 047100.

## التقسيمات الإدارية
- Jiazhang Town  [لغات أخرى]‏.